# Kľačno
Kľačno és un poble i municipi d'Eslovàquia que es troba a la regió de Trenčín. La primera menció escrita de la vila es remunta al 1413.

## Demografia
| Godina             | 1994 | 2004   | 2014   | 2024   |
| ------------------ | ---- | ------ | ------ | ------ |
| Nombre de persones | 1072 | 1099   | 1113   | 1076   |
| Diferència         |      | +2,51% | +1,27% | −3,32% |

| Godina             | 2023 | 2024   |
| ------------------ | ---- | ------ |
| Nombre de persones | 1061 | 1076   |
| Diferència         |      | +1,41% |